# Urnshausen
Urnshausen település Németországban, azon belül Türingiában. Lakosainak száma 708 fő (2017. december 31.). Urnshausen Bad Salzungen községgel határos.

## Népesség
A település népességének változása:

| 2017 | 708 |